# Mavericks
Pour les articles homonymes, voir Mavericks (homonymie).

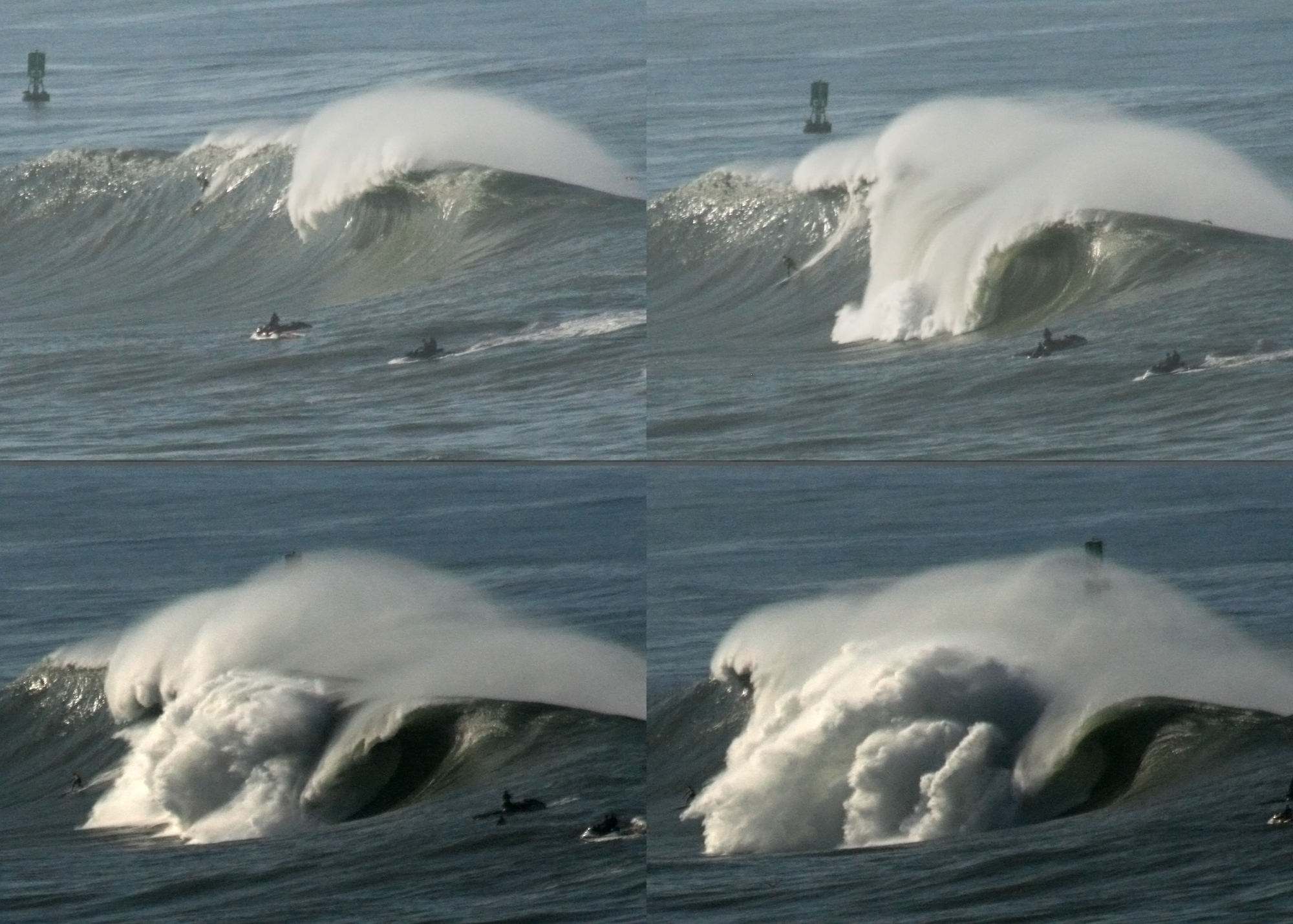
Le break de Mavericks

Maverick's Point (ou Maverick's ou Mavericks) est un spot de surf de renommée mondiale du Nord de la Californie, aux États-Unis. Ce spot se situe tout près du port de Pillar Point, au Nord de Half Moon Bay. Il est depuis de nombreuses années reconnu comme produisant une des plus grosses et dangereuses vagues du monde. 
Les vagues de Mavericks se forment et éclatent à environ 1 km du bord. Elles atteignent régulièrement 7 mètres de haut, et peuvent atteindre 20 mètres par grosse houle (en général, survenant quelques jours après une grosse tempête sur le Pacifique Nord). Une remontée soudaine et abrupte du fond marin provoque le déferlement de la vague si loin du bord. Il y a des vagues toute l'année.
Mavericks a atteint une telle renommée aujourd'hui qu'il est devenu un passage obligatoire pour tout big wave rider (surfeur de grosses vagues) qui se respecte. Néanmoins, les conditions de surf y sont tellement dangereuses que très peu de surfeurs osent s'y mesurer.

## Les conditions de surf à Mavericks

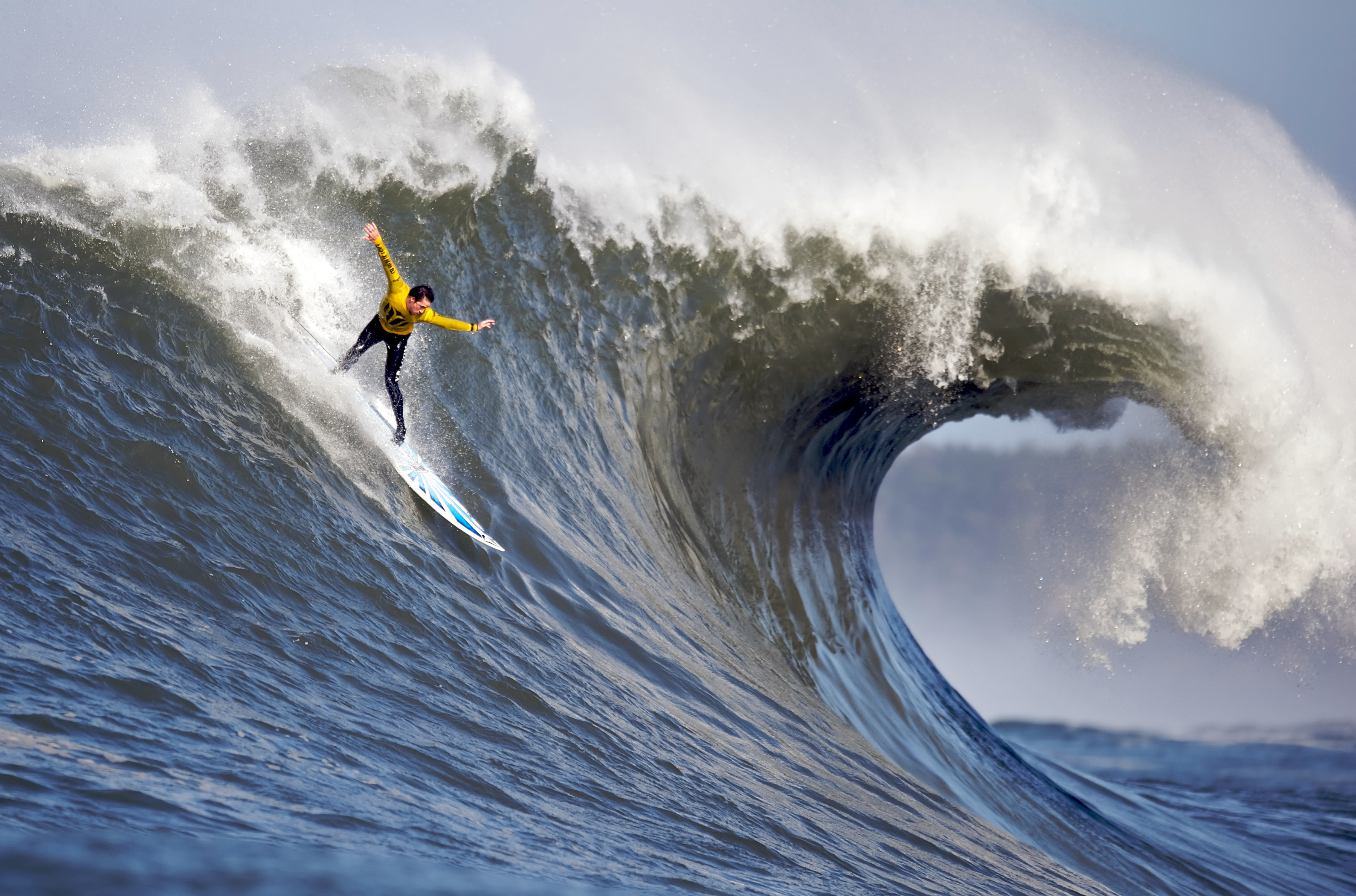
La compétition de surf de grosses vagues de 2010 à Mavericks.

Premièrement, le line-up (l'endroit ou la vague commence à déferler) est situé à un peu moins d'un kilomètre du bord. En considérant les courants marins et les vagues, les surfeurs sont obligés de ramer pendant environ 45 minutes avant de l'atteindre.
L'endroit en lui-même est dangereux, car entouré de falaises et de nombreux rochers sortent de l'eau, non loin du line-up. Plusieurs surfeurs se sont retrouvés plaqués sur les rochers par les vagues, après une chute.
La température de l'eau est en moyenne de 15 °C, et c'est un facteur déterminant pour les surfeurs. Même suréquipés pour le froid, les surfeurs doivent constamment lutter contre l'hypothermie.
La vague est parfois imprévisible. Les habitués du spot savent que le line-up ne se repère pas à l'endroit où la vague déferle, mais précisément au niveau de la remontée du fond (début du récif). Pour se placer correctement, les surfeurs réalisent une triangulation approximative de leur position avec deux points situés à terre (en considérant un angle de 90° en ces deux points). Ils peuvent ainsi être sûrs d'être bien situés pour prendre une vague. Le positionnement de départ est le point le plus important pour prendre le moins de risques à Mavericks. 
Les forts courants marins contraignent les surfeurs à constamment ramer pour corriger leur position.
Les vagues de Mavericks déferlent d'habitude juste après la remontée du fond. On dit qu'elles déferlent à l'intérieur du récif (inside). Mais il arrive qu'un train de vagues déferle — de par leur longueur d’onde — avant le récif (en dehors du récif). On parle alors de outside. Les surfeurs, qui sont le plus souvent placés pour prendre les vagues en inside, dans une telle situation, se voient obligés de ramer à toute vitesse vers le large afin d'éviter de se prendre ces vagues outside sur eux.
En général, une situation de outside est vraiment dangereuse et même les habitués s'y font prendre. Dans certains cas, les surfeurs peuvent subir un two-waves hold down, et se voient obligés de faire face à deux vagues à la suite, sans forcément avoir le temps de reprendre leur respiration.

## Les débuts à Mavericks
Les premiers surfeurs à vouloir surfer les vagues se situant au large de Pillar Point sont Alex Matienzo, Jim Thompson, et Dick Knottmeyer, au début du mois de mars 1961. Avec eux, ils promenaient constamment le berger allemand d'un colocataire de Matienzo dont le nom, Maverick, allait rapidement devenir la dénomination de l'endroit.
Le chien avait l'habitude de suivre les trois surfeurs dans l'eau. Mais le jour où Matienzo, Thompson et Knottmeyer décidèrent finalement d'aller se mesurer aux vagues, ils furent obligés d'attacher le chien au parechoc de leur voiture tant les conditions étaient dangereuses. Ce jour-là, en effet, des conditions dantesques obligèrent les trois surfeurs à surfer simplement la toute fin de la vague (là où elle a perdu une grande partie de sa puissance), afin de ne pas prendre de risques.
Pendant longtemps, Mavericks est resté pour beaucoup de monde comme un endroit trop dangereux pour être surfé. Et plus personne n'osa réellement s'y aventurer. L'endroit est en effet plus connu pour être un danger pour la navigation des bateaux que pour être un spot de surf.

## Mavericks révélé au monde
Le personnage le plus marquant de l'histoire de Mavericks est Jeff Clark (en). Il surfa ce spot tout seul durant 15 ans, de 1975 à 1990, avant cela il n'était pas parvenu à convaincre d'autres surfers de l'existence de cette vague incroyable : les gens ne le croyaient pas.
Enfin, il parvint à convaincre deux surfeurs de Santa Cruz (Dave Schmidt et Tom Powers) de l'accompagner sur le spot et dès la session suivante, il y avait des photographes et dix personnes à l'eau.
Le monde du surf prit conscience que la Californie avait son spot de grosses vagues. Jusqu'à présent, il était inconcevable que des vagues de plus de six mètres puissent être surfées en dehors de Hawaï.
Mavericks se révéla en fin de compte encore plus dangereux que la légendaire vague hawaïenne de Waimea Bay. Le spot fit la couverture de Surfer Magazine en mai 1992 avec le titre "cold sweat" (sueur froide).
À Mavericks, de nombreux accidents graves sont dus au leash, qui dans certaines situations délicates devient plus une gêne qu'une aide (par exemple, après un Wipe out (une chute du surfeur), lorsqu'il s'accroche aux rochers du fond alors que les vagues monstrueuses s'enchaînent les unes après les autres). Cependant, le leash sauve régulièrement de nombreux surfers ne serait-ce qu'en leur permettant de savoir de quel côté se trouve la surface et d'y remonter en se tirant le long de celui-ci.
Un évènement créa un choc : la mort du big wave rider hawaiien Mark Foo le 23 décembre 1994, lors d'un Wipe out sur sa 2e vague de la journée. Des hypothèses évoquent la fatigue due au trajet en avion de la veille depuis Hawaï, la possibilité qu'il soit tombé sur le ventre et ait eu le souffle coupé, ou qu'il ait été coincé au fond à cause de son leash. Deux surfeurs ont chuté lors de la vague suivante, Brock Little et Mike Parsons. Lors de sa remontée à la surface, Mike Parsons aurait senti Brock Little remonter derrière lui. Mais on réalisa plus tard (en recoupant interviews et images) qu'à ce moment-là, Brock Little était déjà à la surface sur sa planche et qu'il s'agissait en fait de Mark Foo tentant de rejoindre la surface.
Mavericks devint un épicentre du big wave riding classique (c’est-à-dire le surf à la seule force des bras), avant l'invention du Surf tracté (par Laird Hamilton) et la découverte du spot de Jaws sur l'île de Maui, Hawaï, où démarre au milieu des années 1990 un autre chapitre de l'histoire du surf de grosses vagues.
Quelques autres surfeurs de Mavericks : Peter Mel, Evan Slater, Daryl virostko (Flea), Grant Washburn, Dr Mark Renneker, Dr Sarah Gerheardt, Jay Moriarity (vague qu'il surfa à seulement 16 ans).
Le Brésilien, Carlos Burle (né en 1968) détient l'ancien record de la plus haute vague surfée. À un peu plus de 20 mètres en 2001, il établit un spot qui a fait office de record durant sept années.
Le 16 mars 2011 le surfeur Americain Sion Milosky y meurt noyé en surfant sa derniere vague.